# Zizania aquatica
Espèce
Zizania aquatica, la zizanie aquatique ou riz sauvage, est une espèce de plantes aquatiques de la famille des Poaceae, originaire d'Amérique du Nord.

## Taxinomie

### Synonymes
Selon Catalogue of Life (24 juin 2016) :
- Ceratochaete aquatica (L.) Lunell,
- Hydropyrum esculentum Link,
- Limnochloa caduciflora Turcz. ex Trin.,
- Stipa angulata Steud., pro syn.,
- Zizania clavulosa Michx.,
- Zizania effusa Munro, pro syn.

### Liste des sous-espèces et variétés
Selon Tropicos (24 juin 2016) (Attention liste brute contenant possiblement des synonymes) :
- sous-espèce Zizania aquatica subsp. angustifolia (Hitchc.) Tzvelev
- sous-espèce Zizania aquatica subsp. aquatica
- sous-espèce Zizania aquatica subsp. brevis (Fassett) S.L. Chen
- variété Zizania aquatica var. angustifolia Hitchc.
- variété Zizania aquatica var. aquatica
- variété Zizania aquatica var. brevis Fassett
- variété Zizania aquatica var. interior Fassett
- variété Zizania aquatica var. latifolia (Griseb.) Kom.
- variété Zizania aquatica var. subbrevis B. Boivin